# Exechodontes daidaleus
Exechodontes daidaleus är en fiskart som beskrevs av Dewitt, 1977. Exechodontes daidaleus ingår i släktet Exechodontes och familjen tånglakefiskar. Inga underarter finns listade i Catalogue of Life.